# (7678) Onoda
(7678) Onoda (1996 CW2) – planetoida z pasa głównego asteroid okrążająca Słońce w ciągu 5,64 lat w średniej odległości 3,17 j.a. Odkryta 15 lutego 1996 roku.